# Refleksologia (pseudonauka)
Ten artykuł opisuje teorie, metody lub czynności niezgodne ze współczesną wiedzą medyczną.
Refleksologia lub terapia „zonowa” – zaliczana do medycyny alternatywnej, pseudonaukowa metoda rzekomego leczenia różnych schorzeń poprzez uciskanie odpowiednich obszarów powierzchni ciała zwanych refleksami, które znajdują się na stopach i dłoniach. Według tej metody, narządy wewnętrzne i części ciała mają być powiązane z określonymi obszarami powierzchni ciała, których uciskanie za pomocą kciuka i palców ma rzekomo prowadzić do poprawy funkcjonowania danego organu lub części ciała. Według osób praktykujących refleksologię, owe masaże mają wspomagać proces tzw. „samoleczenia”. Nie ma żadnych badań ani uznanych teorii naukowych które dawały by podstawy do uznania istnienia tych mechanizmów.

## Przypisywana zasada działania

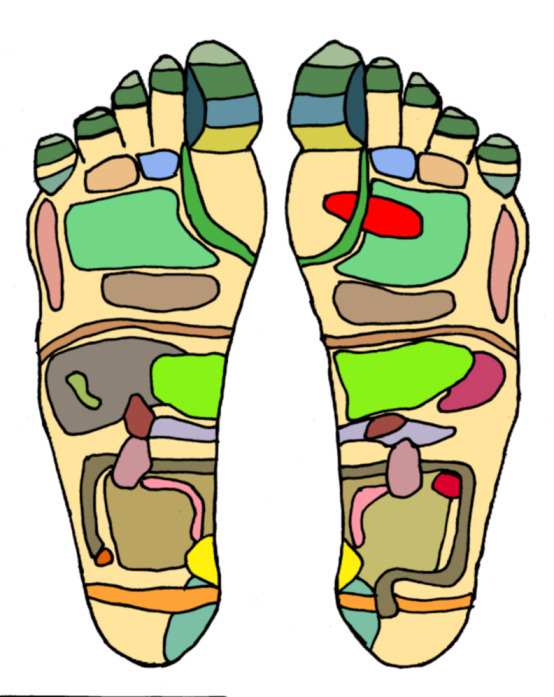
Przykładowa mapa punktów refleksologicznych na stopach